# Fénické spiknutí
Fénické spiknutí (v originále The Phoenician Scheme) je americká špionážní černá komedie Wese Andersona z roku 2025. Anderson film produkoval, napsal a natočil dle příběhu, který vymyslel spolu s Romanem Coppolou. Ve filmu hrají Benicio Del Toro, Mia Threapletonová, Michael Cera, Riz Ahmed, Tom Hanks, Bryan Cranston, Mathieu Almaric, Richard Aoyade, Jeffrey Wright, Scarlett Johanssonová, Benedict Cumberbatch, Rupert Friend, Hope Davis, F. Murray Abraham, Charlotte Gainsbourgová, Willem Dafoe a Bill Murray. Film sleduje nemilosrdného obchodníka Zsa-Zsa Kordu, jenž se snaží sblížit se svou dcerou na cestě za záchranou svého obchodního impéria.

## Obsazení
| Benicio del Toro   | Anatol „Zsa-Zsa“ Korda, nemilosrdný obchodník, částečně inspirovaný Calouste Gulbenkianem. Po sérii skoro smrtelných nehod se snaží znovu sblížit s dcerou Liesl |
| Mia Threapletonová | sestra Liesl, novicka a dcera Zsa-Zsa Kordy |
| Michael Cera       | Bjørn Lund/Bjørn Carlson, americký špion vydávající se za norského profesora entomologie -                                                                       |